# Czuba nad Karbem
Der Czuba nad Karbem ist ein Berg in der Hohen Tatra mit einer Höhe von 1896 m n.p.m. und liegt in Polen in der Woiwodschaft Kleinpolen, Landkreis Powiat Tatrzański und Gemeinde Zakopane. 

## Lage und Umgebung
Der Gipfel liegt auf dem Grat Grań Kościelców, der westlich des Nordgrats der Świnica ins Tal Dolina Gąsienicowa abzweigt.
Unterhalb des Gipfels liegen zwei Täler, die Dolina Zielona Gąsienicowa im Süden und die Dolina Czarna Gąsienicowa im Norden. 
Vom Gipfel des Mały Kościelec im Osten wird der Czuba nad Karbem durch den Bergpass Karb getrennt und liegt westlich des Gipfels des Kościelec.

## Etymologie
Der Name Czuba nad Karbem leitet sich von dem nahe gelegenen Bergpass des Karb ab und lässt sich als Hügel über dem Karbpass übersetzen.

## Tourismus
Der Gipfel ist bei Wanderern aufgrund des Panoramas von seinem Gipfel sehr beliebt. Wanderer können auf verschiedenen Wegen auf den Gipfel des Czuba nad Karbem gelangen. Sie gelten als schwierig.

### Routen zum Gipfel
Auf den Gipfel führt ein Wanderweg: 
- ▬ Ein schwarz markierter Wanderweg vom Tal Dolina Gąsienicowa über den Bergpass Karb auf den Gipfel und den Kościelec. Als Ausgangspunkt für eine Besteigung des Mały Kościelec eignet sich die Berghütte Schronisko PTTK Murowaniec.

- ▬ Alternativ führt ein blauer Wanderweg vom Czarny Staw Gąsienicowy oder von dem Bergpass Świnicka Przełęcz auf den Bergpass Karb, wo man auf den schwarzen Wanderweg zum Gipfel trifft.

## Belege
- Zofia Radwańska-Paryska, Witold Henryk Paryski: Wielka encyklopedia tatrzańska. Poronin, Wyd. Górskie, 2004, ISBN 83-7104-009-1.
- Tatry Wysokie słowackie i polskie. Mapa turystyczna 1:25.000, Warszawa, 2005/06, Polkart, ISBN 83-87873-26-8.